# Flectonotus goeldii
Flectonotus goeldii är en groddjursart som först beskrevs av George Albert Boulenger 1895.  Flectonotus goeldii ingår i släktet Flectonotus och familjen Hemiphractidae. IUCN kategoriserar arten globalt som livskraftig. Inga underarter finns listade i Catalogue of Life.